# 레더페이스
《레더페이스》(영어: Leatherface)는 2018년 개봉한 공포, 스릴러 영화이다. ‘텍사스 전기톱 연쇄살인사건’ 시리즈의 프리퀄 격인 작품이다.

## 줄거리
정신병원에 갇혀 지내던 10대의 ‘레더페이스’는 3명의 환자와 함께 젊은 간호사를 납치해 그곳에서 탈출한다. 정신병원을 탈출한 '레더페이스'가 전기톱 연쇄살인마로 변해가는 과정을 이야기한다.

## 출연진
- 스티븐 도프 - 텍사스 레인저 핼 하트먼 역
- 릴리 테일러 - 버나 소여 역
- 제시카 매드슨 - 클라리스 역
- 샘 스트라이크 - 잭슨 역
- 제임스 블루어 - 아이크 역
- 바네사 그레이즈 - 리지 역
- 샘 콜먼 - 버드 역
- 니콜 앤드류스 - 태미 역
- 핀 존스
- 드잔 안겔로브 - 누빈스 역
- 줄리안 코스토프 - 테드 하데스티 역
- 이안 피셔 - 데이브 역
- 디모 알렉시예프 - 드레이튼 역
- 크리스토프 애덤슨 - 랭 박사 역